# Emily Goglia
Emily Spring Goglia (* 30. März 1988 im Los Angeles County) ist eine US-amerikanische Theater- und Filmschauspielerin sowie Sängerin.

## Leben
Goglia ist die Tochter von Susan „Suzy“ Stokey und Carmine Goglia. Sie ist die Enkeltochter von Mike Stokey und hat einen Bruder und eine jüngere Schwester, Juliette Goglia, die ebenfalls Schauspielerin ist. Sie besuchte die University of Southern California, die sie mit dem Bachelor of Music in den Fächern Musikindustrie, Jazzmusik und Theater verließ. Danach begann sie in verschiedenen Theatern aufzutreten. Sie gewann die prestigeträchtige Auszeichnung Outstanding Soloist in der Internationalen Meisterschaft des Collegiate A Cappella für ihre Darstellung in God Bless the Child.
Sie gab ihr Filmdebüt in einer Nebenrolle im Spielfilm My Suicide. In den nächsten Jahren folgten in unregelmäßigen Abständen weitere Besetzungen in Filmen und Fernsehserien. Sie unterstützte die Musikgruppe Scott Bradlee’s Postmodern Jukebox gesanglich in einigen Stücken und wirkte auch im Musikvideo zum Lied Pinky and the Brain Theme mit.

## Filmografie
- 2009: My Suicide
- 2011: All the Wrong Reasons
- 2013: Arizona Blues (Kurzfilm)
- 2014: Die kleinen Superstrolche retten den Tag (The Little Rascals Save the Day)
- 2016: Grease: Live (Fernsehmusical)
- 2016: Curse of the Phantom Shadow
- 2018–2019: Jamall & Gerald (Fernsehserie, 8 Episoden)
- 2019: Knights of Swing (Fernsehfilm)

## Theater (Auswahl)
- Kinky Boots, Regie: John Tartaglia (3DTheatricals)
- Evita (Norris Theatre)
- Everything is illuminated (New Vic Theatre)
- Stages – One Woman Show (Hollywood Fringe Festival)
- Husbands and Wives (New Vic Theatre)
- Stages – One Woman Show (Metropolitan Room(NY)/Rockwell(LA))
- Rent, Regie: Richard Israel (La Mirada Theatre)
- Warped: The Untold Story of the Super Mario, Regie: Stephen Edlund
- Acapella the Musical
- The Wedding Singer (Musical Theatre West)
- One Upon a Mattress, Regie: Richard Israel (Cabrillo Music Theatre)
- Into the Woods, Regie: John Rubenstein (Theater USC)
- Cabaret (Theater USC)
- Carousel, Regie: Jack Rowe (Theater USC)
- Spring Awakening, Regie: Donald Webber Jr. (Theater USC)
- The Arsonists (British American Drama Academy)
- The Sound of Music, Regie: Calvin Remsberg (Cabrillo Music Theatre)
- Bye bye Birdie (Smothers Theatre)
- Hello again, Regie: Briga Heelan (Theater USC)
- West Side Story (Stages Theatre)
- Oklahoma (Stages Theatre)
- Annie Warbucks, Regie: Terry J. Parto (The Grove Theatre)
- Annie (Canyon Club Dinner Theatre)
- We spark the Future (El Portal Theatre)
- Sing for a Cure, Regie: Jon Engstrom (Wilshire Ebell Theatre)
- An Evening (Cabrillo Music Theatre)